# Parlamentswahl in Tunesien 2022/2023
Die Parlamentswahl in Tunesien 2022/2023 fand in der ersten Wahlrunde am 17. Dezember 2022 statt, am Jahrestag und offiziellen Feiertag des Beginns der „tunesischen Revolution“, die Stichwahl folgte am 20. Januar 2023. Die Wahl wurde von den Tunesiern boykottiert. Lediglich 8,8 % der rund 9,1 Millionen bei der Wahlbehörde registrierten Wahlberechtigten gaben ihre Stimme ab, die Beteiligung der jüngeren Wähler lag noch niedriger. Damit war diese Parlamentswahl diejenige mit der bisher niedrigsten Wahlbeteiligung in der Geschichte Tunesiens.

## Ausgangssituation
Tunesien befindet sich in einer Wirtschaftskrise mit hoher Arbeitslosigkeit, verstärkt noch durch die Corona-Pandemie und den Ukraine-Krieg. Immer mehr junge Tunesier verlassen das Land in Richtung Europa. Für große Teile der Bevölkerung verschlechterte sich seit Jahren der Lebensstandard. Das nordafrikanische Land ist stark abhängig von Öl- und Getreideimporten.
Der seit 2019 amtierende Staatspräsident Kaïs Saïed hat Reformen durchgesetzt, die er als notwendig rechtfertigte, um Korruption, politischen Stillstand und wirtschaftliche Stagnation zu überwinden. Im Sommer 2022 erhielt Tunesien eine neue Verfassung, die die Befugnisse der Volksrepräsentantenversammlung reduzierte. Der Staatspräsident kann künftig ohne Zustimmung des Parlaments die Regierung sowie Richter ernennen und entlassen. Im März 2022 löste Staatspräsident Kaïs Saïed das alte Parlament auf. Zu Beginn wurden seine Maßnahmen in Teilen der Bevölkerung begrüßt und Said galt lange Zeit als Hoffnungsträger. Seither sank sein Rückhalt stetig.
Die geringe Beteiligung an der Wahl war erwartet worden. Die in der „Rettungsfront“ vereinte Opposition – ihr gehören unter anderem die islamistische Ennahda an, die im alten Parlament die größte Fraktion stellte – hatte zum Boykott aufgerufen, da der Präsident mit der Beschneidung der Befugnisse des Parlaments und Einschränkung der Gewaltenteilung die Demokratie schwäche. Der mitgliederstarke und einflussreiche Gewerkschaftsdachverband UGTT, der Saied anfänglich unterstützt hatte, nannte die Parlamentswahl „wenig sinnvoll“. Es gab kaum Wahlkampf.

## Kandidaten und Durchführung der Wahl
Parteien waren zur Wahl nicht zugelassen. Um die Mandate bewarben sich 1055 meist wenig bekannte Einzelkandidaten (neu eingeführte Persönlichkeitswahl statt der bisher gewohnten Listenwahl), davon gut die Hälfte Staatsbedienstete. Für die 161 Sitze der künftigen Volksvertretung gab es in einigen Wahlkreisen keine Kandidaten, sodass das Parlament zunächst nicht vollständig besetzt werden konnte. Zudem war der Wahlsamstag zugleich der Beginn der Schulferien.
Der Leiter der Wahlbehörde führte die niedrige Wahlbeteiligung darauf zurück, dass es im Unterschied zu früheren Wahlen an finanzieller Hilfe aus dem Ausland gemangelt habe. Es sei aber eine Wahl „ohne Stimmenkäufe“ gewesen.

## Ergebnis der ersten Wahlrunde
In der ersten Wahlrunde am 17. Dezember 2022 wurden nur 21 Sitze vergeben, davon 10 Sitze dadurch, dass es in diesen 10 Wahlkreisen keinen Gegenkandidaten gab. Nach der Wahl forderte die „Rettungsfront“ den Rücktritt Saieds und rief zu Protesten und Sitzstreiks auf.
Die Stichwahl in der zweiten Wahlrunde fand am 20. Januar 2023 statt.

## Gesamtergebnis
| Partei            | Partei                            | Erste Runde | Erste Runde | Erste Runde | Zweite Runde | Zweite Runde | Zweite Runde | Gesamt | +/-  |
| Partei            | Partei                            | Stimmen     | %           | Sitze       | Stimmen      | %            | Sitze        | Gesamt | +/-  |
| ----------------- | --------------------------------- | ----------- | ----------- | ----------- | ------------ | ------------ | ------------ | ------ | ---- |
|                   | Volksbewegung                     |             |             |             |              |              |              | 12     | −3   |
|                   | Stimme der Republik               |             |             |             |              |              |              | 7      | +7   |
|                   | Bewegung des 25. Juli             |             |             |             |              |              |              | 3      | +3   |
|                   | Bewegung Demokratischer Patrioten |             |             |             |              |              |              | 2      | +2   |
|                   | Tunisie en avant                  |             |             |             |              |              |              | 1      | +1   |
|                   | Unabhängige                       |             |             |             |              |              |              | 129    | +116 |
|                   | Unbesetzte Sitze                  |             |             |             |              |              |              | 7      | -    |
|                   |                                   |             |             |             |              |              |              |        |      |
| Gültige Stimmen   | Gültige Stimmen                   | 956.016     | 93,23       |             | 849.104      | 94,9         |              |        |      |
| Leere Zettel      | Leere Zettel                      | 45.613      | 4,45        | 17.374      |              |              |              |        |      |
| Ungültige Stimmen | Ungültige Stimmen                 | 23.789      | 2,32        | 28.524      |              |              |              |        |      |
| Gesamt            | Gesamt                            | 1.025.418   | 100         | 21          | 895.002      | 100          | 133          | 161    | −56  |
| Nichtwähler       | Nichtwähler                       | 8.111.084   | 88,78       |             |              |              |              |        |      |
| Wahlbeteiligung   | Wahlbeteiligung                   | 9.136.502   | 11,22       | 7.853.447   | 11,4         |              |              |        |      |